# Floß (Oberpfalz)

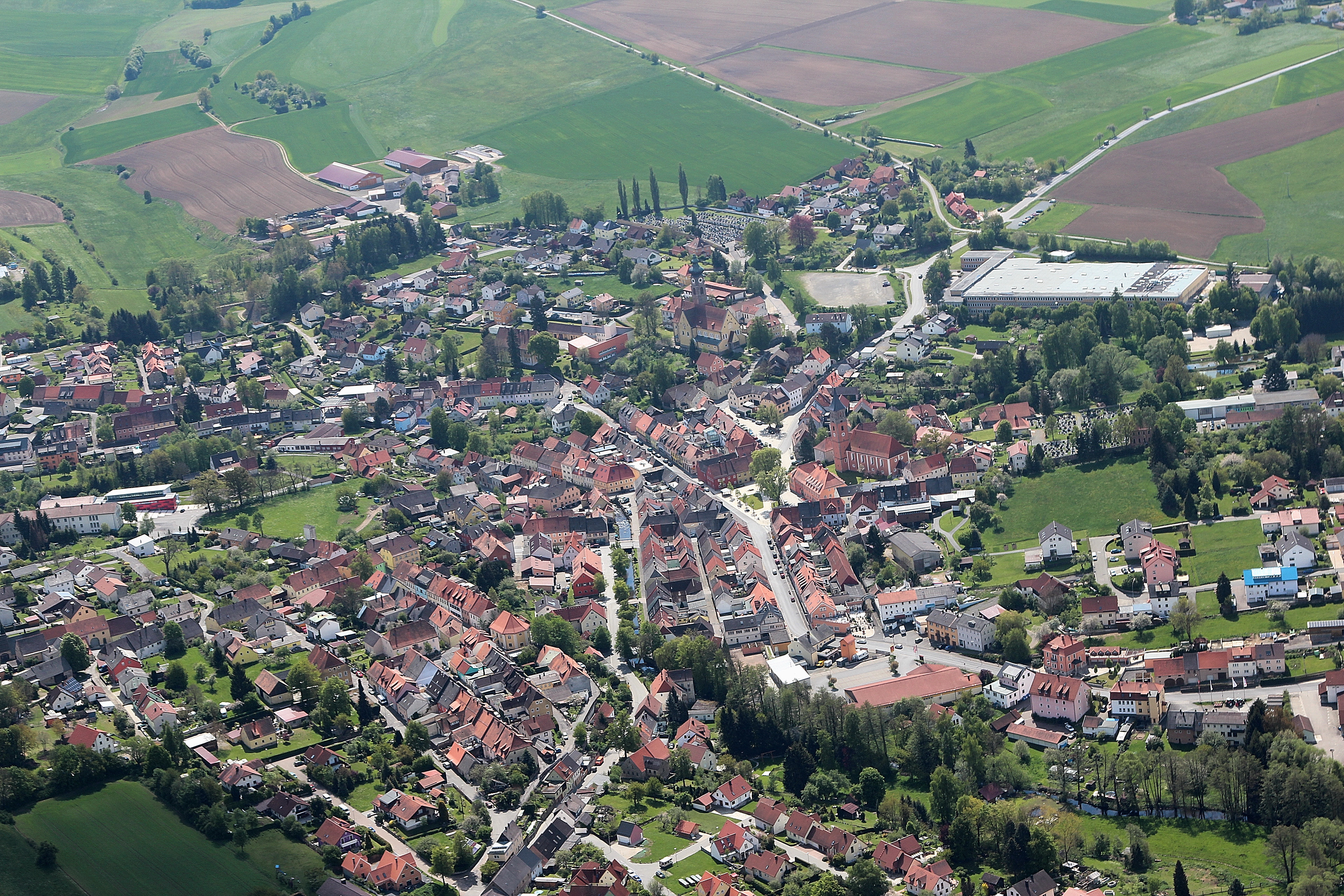
Floß (2014)

Floß ist ein Markt im Oberpfälzer Landkreis Neustadt an der Waldnaab und kann auf eine mehr als 1000-jährige Geschichte zurückblicken.

## Geographie

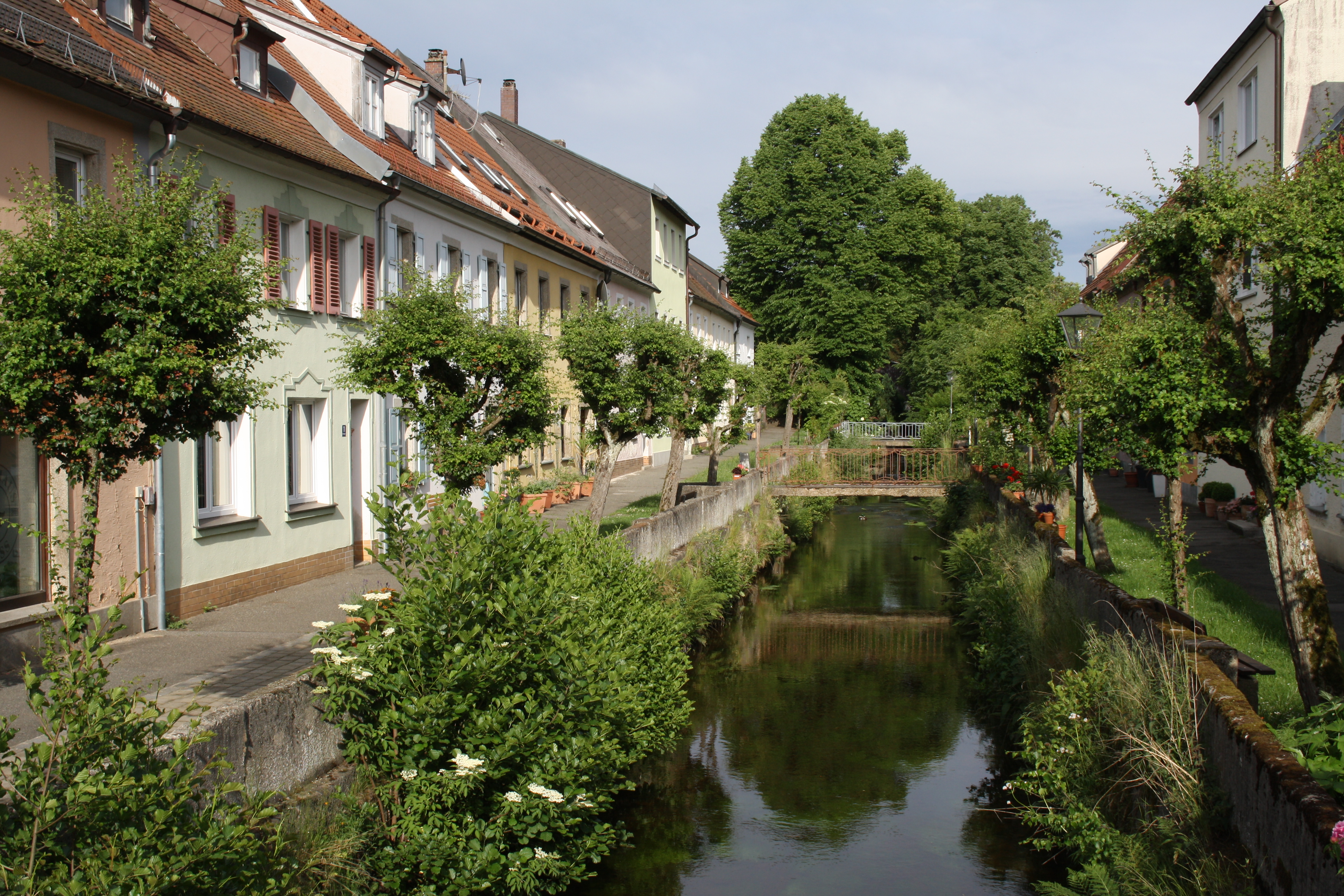
Die Floß in Floß

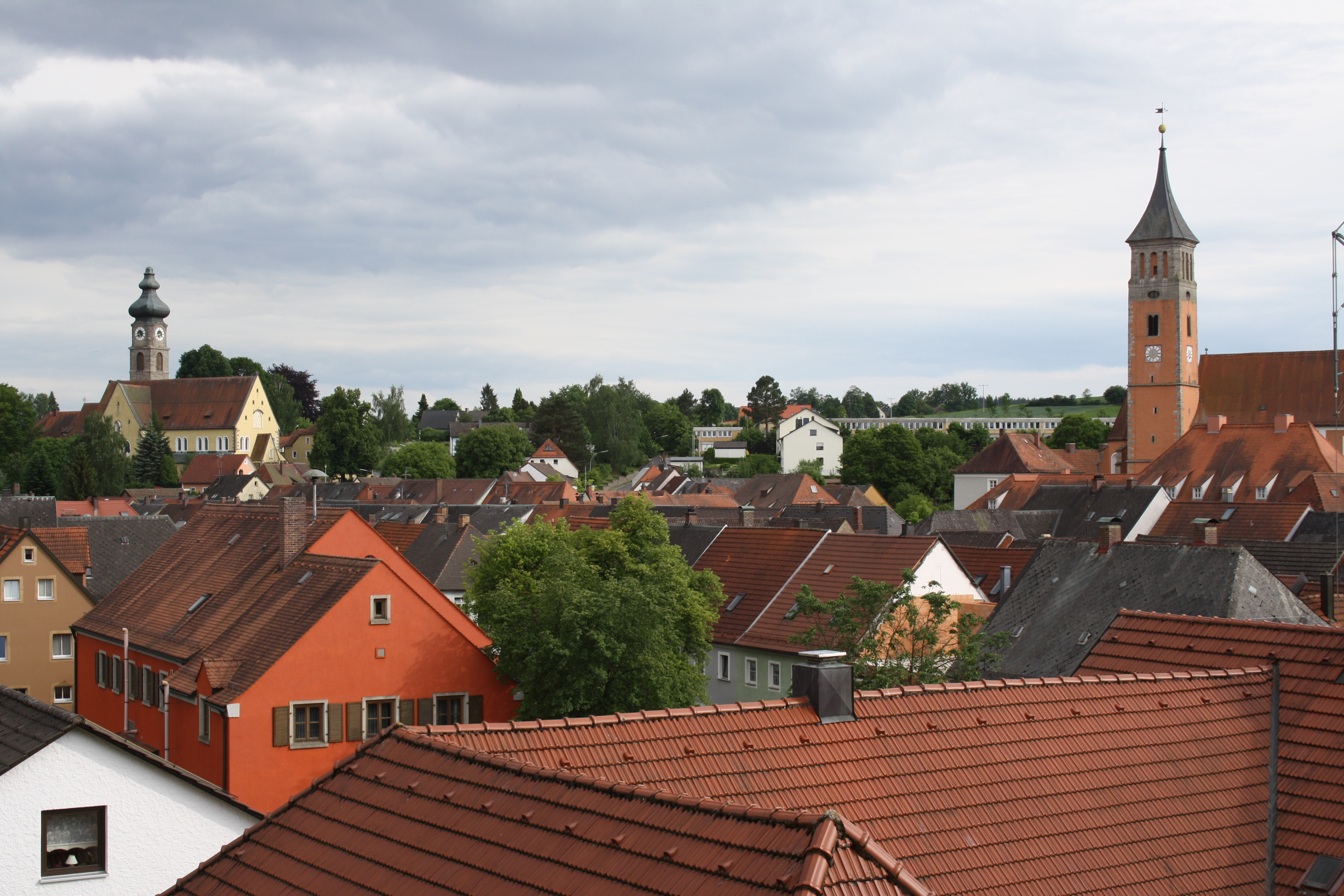
Blick über Floß von Nordwesten

### Geographische Lage
Die Ortschaft Floß liegt auf beiden Seiten des gleichnamigen Flusses Floß in einer Talmulde ungefähr 13 Kilometer westlich der deutsch-tschechischen Grenze. Der Markt erstreckt sich außerdem über die Hügel, die das Nord- und Südufer des Flusses bilden. Im südöstlichen Teil der Ortschaft mündet der von Südosten kommende Hardtbach in die Floß.
Durch Floß hindurch verläuft die Staatsstraße 2395 von Flossenbürg nach Neustadt an der Waldnaab.

### Nachbargemeinden
Die benachbarten Städte und Gemeinden sind (im Uhrzeigersinn): Plößberg, Flossenbürg, Waldthurn, Theisseil, Störnstein und Püchersreuth.
| Püchersreuth 5 km | Plößberg 7 km                               |                  |
| Störnstein 5 km   | Kompassrose, die auf Nachbargemeinden zeigt | Flossenbürg 6 km |
| Theisseil 5 km    |                                             | Waldthurn 7 km   |

### Gemeindegliederung
Die Gemeinde Floß hat 35 Gemeindeteile (in Klammern ist der Siedlungstyp angegeben):
- Bergnetsreuth (Dorf)
- Boxdorf (Weiler)
- Diebersreuth (Einöde)
- Diepoltsreuth (Weiler)
- Ellenbach (Weiler)
- Fehrsdorf (Weiler)
- Floß (Hauptort)
- Gailertsreuth (Dorf)
- Geiermühle (Einöde)
- Gollwitzerhof (Einöde)
- Gösen (Dorf)
- Grafenreuth (Weiler)
- Hardt (Weiler)
- Hardtheim (Siedlung)
- Haupertsreuth (Dorf)
- Höfen (Weiler)
- Kalmreuth (Dorf)
- Konradsreuth (Dorf)
- Kühbach (Weiler)
- Meierhof (Einöde)
- Niedernfloß (Weiler)
- Oberndorf (Einöde)
- Pauschendorf (Weiler)
- Plankenhammer (Dorf)
- Ritzlersreuth (Weiler)
- Schlattein (Dorf)
- Schnepfenhof (Einöde)
- Schönberg (Einöde)
- Schönbrunn (Dorf)
- Steinfrankenreuth (Weiler)
- Weikersmühle (Einöde)
- Welsenhof (Weiler)
- Wilkershof (Einöde)
- Würnreuth (Einöde)
- Würzelbrunn (Weiler)

Im Gemeindegebiet gibt es die Gemarkungen Bergnetsreuth, Diepoltsreuth, Floß, Gailertsreuth, Gösen (nur Gemarkungsteil 0), Grafenreuth, Kalmreuth, Schlattein und Schönbrunn.

## Der Name Floß und seine Herkunft

### Varianten
Im 10. Jahrhundert: ad (= bei) Flozzun, 1139 bis 1141: Flossen, 1142: Flozze, um 1200: Floss, 1239: de (= von) Flozze, 1285: aput (bei) Flozzam, 1301: Flozz, 1338 bis 1347: Flozz, 1360: Floß, 1476: Floß.
Außerdem tauchen auch die Schreibweisen Vlozze und Flôtz auf.
Über die Herkunft des Namens Floß sowohl für die Ortschaft Floß als auch für den Fluss Floß gibt es verschiedene Ansichten (zeitlich geordnet):

### Herkunft aus dem Keltischen
Ungefähr von 500 v. Chr. bis zur Zeitenwende war die Oberpfalz von Kelten besiedelt.
Carl Siegert und Wilhelm Brenner-Schäffer nehmen das keltische Wort flathasach = hell, schön als ursprünglich namensgebend an.

### Herkunft aus dem Germanischen
Von der Zeitenwende bis etwa 600 n. Chr. siedelten germanische Stämme in der Oberpfalz.
Ab der Mitte des 1. Jahrhunderts v. Chr. drangen elbgermanische Stämme von Norden nach Süden vor und verdrängten die Kelten.
Um 500 gehörte die Oberpfalz zum Reich der Thüringer.
Von mehreren Autoren (Wolf-Armin von Reitzenstein, Adolf Wolfgang Schuster, Leonhard Bär, Albrecht Greule) wird angenommen, dass der Namen Floß für die Ortschaft und den Fluss von den germanischen Siedlern vergeben wurde.
Bär leitet Floß von fließen, Fluss, Flözsand, flözen ab.
Reitzenstein nimmt eine Herkunft vom germanischen Wort flutō = die Fließende an.

### Herkunft aus dem Slawischen
Im 6. Jahrhundert erlebte das Thüringerreich einen Niedergang. Die germanischen Stämme zogen sich aus der Oberpfalz zurück.
Slawische Stämme wanderten ein und siedelten ungefähr von 500 bis 900 in der Oberpfalz bis hin zur Regnitz und zur Naab.
Während der Zeit des Nationalsozialismus war es verboten, diese slawische Besiedelung zu erwähnen.
Dieses Verbot bewirkte bis in die 1970er Jahre, dass deutsche Archäologen wider besseres Wissen die durch Ausgrabungen und Ortsnamenforschung eindeutig belegte slawische Besiedlung leugneten.
Joseph Adelmar Lindner und Johann Baptist Brenner gingen im 19. Jahrhundert von der ursprünglich slawischen Besiedelung der nördlichen Oberpfalz aus, die sich in zahlreichen Ortsnamen niedergeschlagen hat.
Sie leiteten Floß vom slawischen Wort Vlitsche, welches Gasse, Platz, Hohlweg bedeutet.
Diese Erklärung würde gut zur Lage von Floß passen.

### Weitere Annahmen zur Herkunft des Namens Floß
Ernst Schwarz nimmt eine Herkunft an von angelsächsisch flot = tiefes Wasser, Meer sowie altisländisch flot = Fließen, schwimmendes Fett und mitteldeutsch flot = Bach, Rinne, Gosse.

## Geschichte

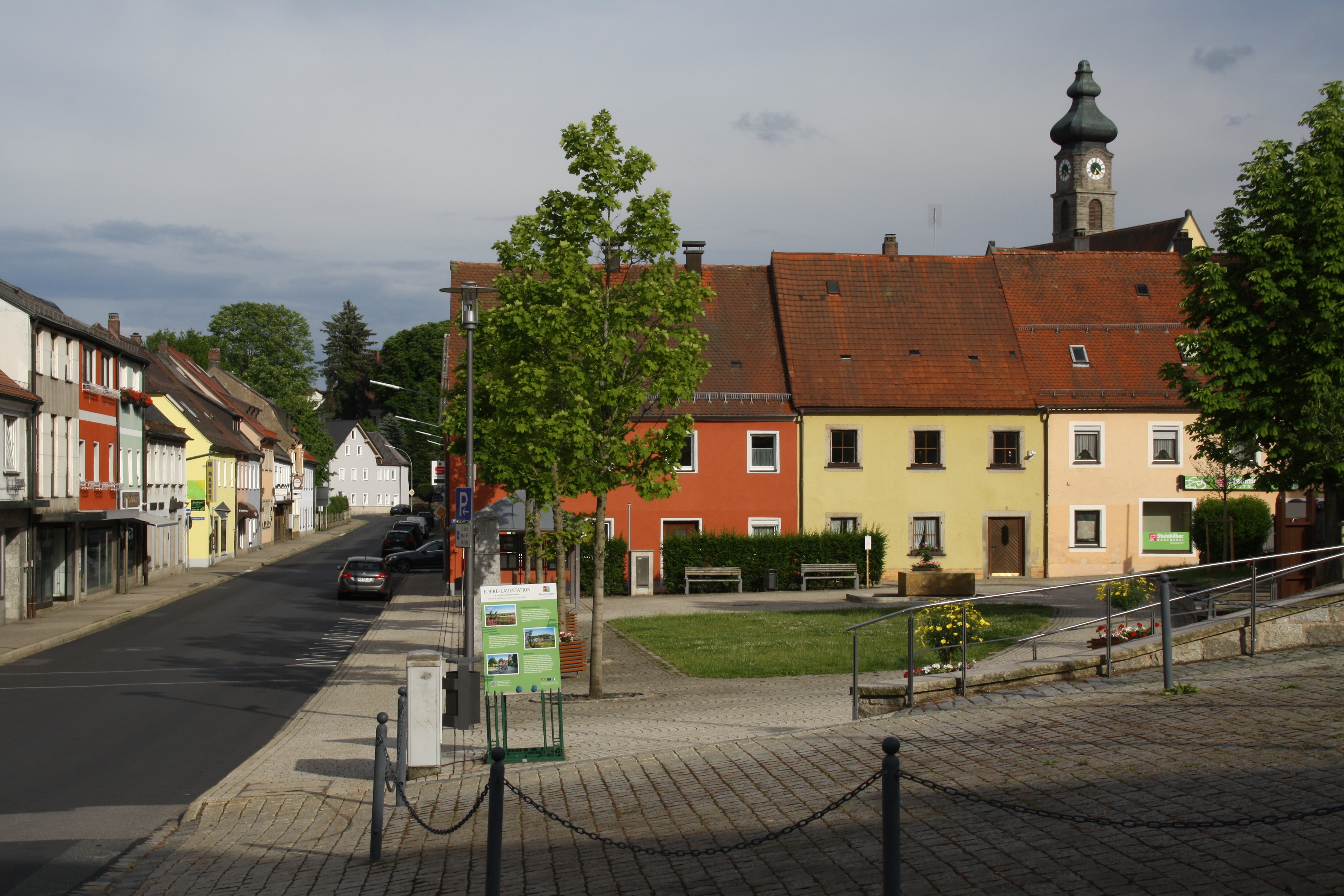
Freiherr-von Lichtenstern-Straße und Marktplatz, im Hintergrund der Turm der Kirche St. Johannes der Täufer

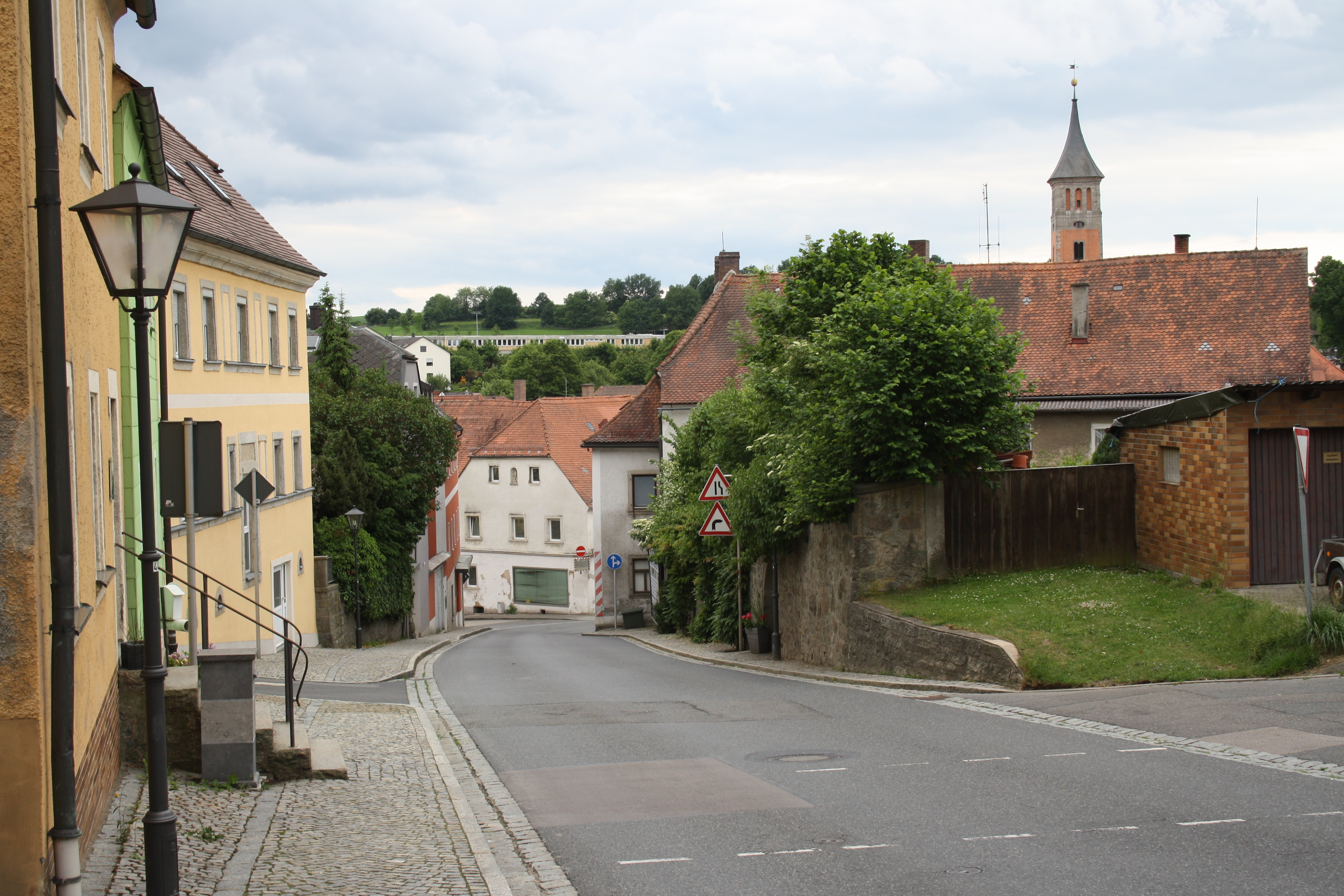
Plößberger Straße, im Hintergrund der Turm der Kirche St. Johannes Baptist

### Anfänge bis 11. Jahrhundert
Die Floß umgebenden Dörfer sind älter als Floß selbst.
Zunächst entstanden Siedlungen auf den Höhen, da die Flussniederung sumpfig und von Überschwemmung bedroht war.
Floß wurde dann als Handels- und Verwaltungsmittelpunkt an der alten Straßenkreuzung der Straße von Weiden über Floß nach Plößberg (heute: Kreisstraße NEW 20 und Staatsstraße 2181) und der Straße von Flossenbürg über Floß nach Neustadt an der Waldnaab (heute: Staatsstraße 2395) inmitten dieser alten Dörfer angelegt.
Der ursprüngliche Ortsmittelpunkt war der Hügel mit der alten Kirche.
Auch der Marktbrunnen, etwas darunter gelegen, ist ein Zeugnis dieser alten Zeit.
Im 9. und 10. Jahrhundert kamen bayerische Siedler in die nördliche Oberpfalz.
In dieser Zeit entstand das Amt Floß und die zu seiner Verteidigung erbaute Flosser Burg = Flossenbürg.
Die erste schriftliche Nennung von Floß stammt aus dem Jahr 948 und erwähnt eine Schlacht ad Flozzun, die für die Bayern siegreich ausging.
Es wird angenommen, dass in dieser Schlacht der bayerische Herzog Heinrich I. die Ungarn bei Floß besiegt hat.
Seit 899 überfielen die Ungarn fast jedes Jahr ihre westlichen Nachbarn.
Erst mit der Schlacht auf dem Lechfeld 955 und dem Sieg Ottos des Großen fanden diese Raubzüge ein Ende.

### 12. Jahrhundert bis 15. Jahrhundert
Floß gehörte im 12. Jahrhundert der Adelheid von Sulzbach, Tochter von Gebhard III. von Sulzbach.
Sie war verheiratet mit Theoderich von Kleve.
Ende des 12. Jahrhunderts verkaufte sie Floß an Kaiser Barbarossa.
Die Grafen von Sulzbach brachten im 12. Jahrhundert Bergbau und Eisengewinnung in das Gebiet der Pfreimd und des Zottbaches.
1273 wird erstmals Hans Wagner mit dem Hammer zu Floß (Hammer von der Flozze, Altenhammer) erwähnt.
Floß war Teil eines staufischen Reichsguts und erhielt 1421 von seinen beiden Landesherren, Markgraf Friedrich von Brandenburg und Pfalzgraf Johann, ein neues Marktprivileg. Seit 1438/49 war die Herrschaft über Floß dann in wittelsbachischer Hand.
Die im 13., 14. und 15. Jahrhundert erhobenen Steuern wurden in Naturalien gezahlt.
Das niederbayerische Salbuch aus der Zeit zwischen 1269 und 1320, das Böhmische Salbüchlein aus der Zeit von 1366 bis 1373 und das Salbuch von 1416/1440 geben Auskunft über die Höhe der Abgaben in Floß und seinen zugehörigen Ortschaften.
Das eingezogene Getreide wurde mit Hohlmaßen gemessen.
Diese Maße trugen die Namen Nepf (auch: Napf, Naepf), Achtl (auch: Achtel, Acht), Mut (auch: Mutt, Muth), Schaff und Meß.
Die Größe dieser Hohlmaße war lokal unterschiedlich.
Im Salbuch von 1416/1440 werden die Getreidemaße für Floß untereinander in Beziehung gesetzt.
Getreidemaß in der Herrschaft Floß:
- 4 Mut = 1 Schaff
- 4 Mut = 7 Achtl
- 8 Achtl = 1 Schaff oder Meß
- 8 Nepf = 1 Achtl
- 6 Achtl = 1 Regensburger Schaff[21]

Mit dem Floßer Napf ausgemessen gilt ungefähr:
- 1 Achtl Weizen = 82,240 kg Weizen
- 1 Achtl Korn oder Gerste = 71,640 kg Korn oder Gerste
- 1 Achtl Hafer = 62,240 kg Hafer

Dabei ist zu berücksichtigen, dass Napf und Achtl Hohlmaße sind. Wenn also das Getreide feucht und schwer ist, dann wiegt ein Achtl mehr, als wenn es trocken und leicht ist.
Vieh, Käse und Eier wurden in Stück angegeben. Bei Eiern waren noch die Maße Schock und Pfund gebräuchlich.
- 1 Schock = 60 Stück
- 1 Pfund (℔) = 240 Stück

### 16. Jahrhundert bis 19. Jahrhundert

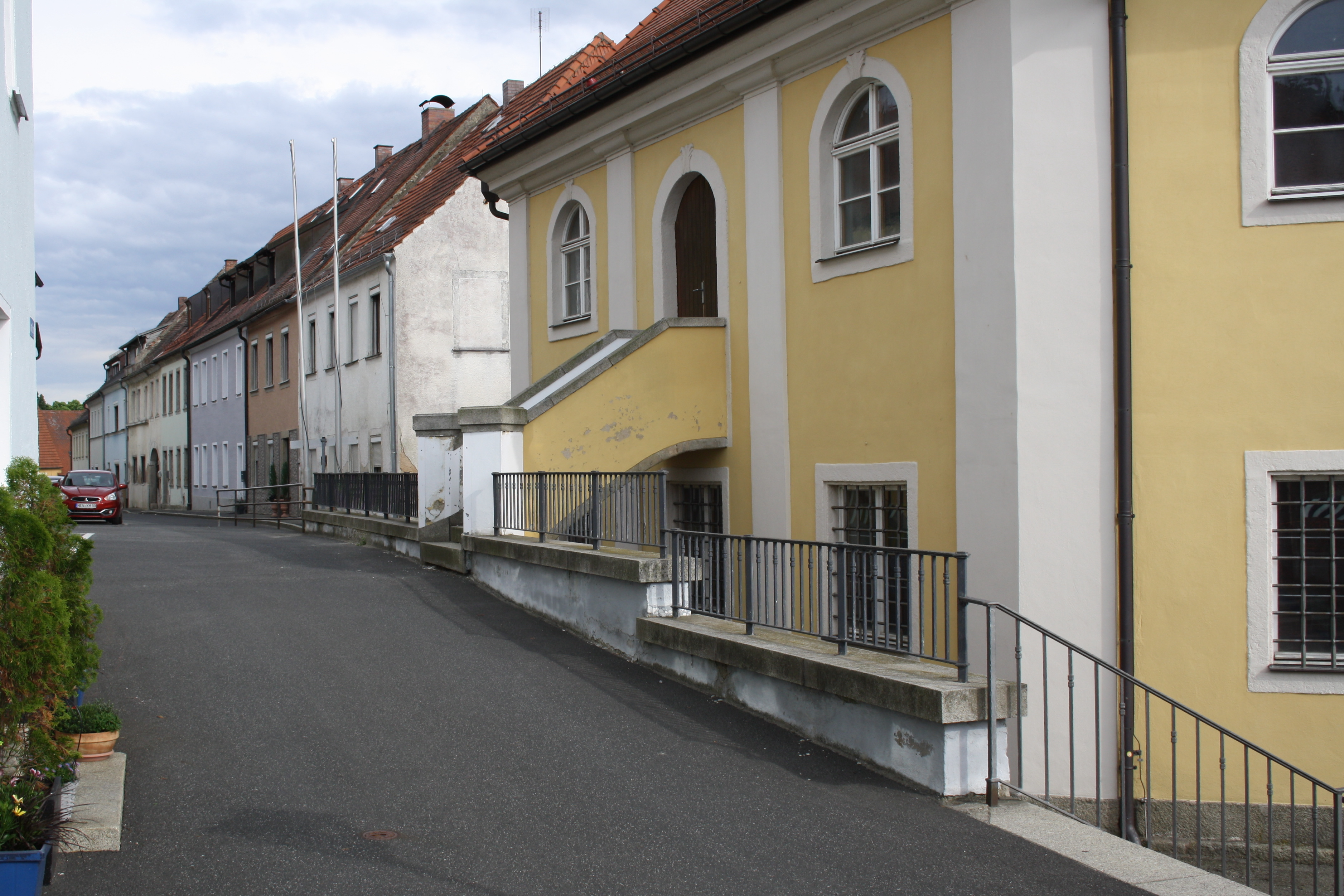
Bergstraße mit Synagoge (rechts)

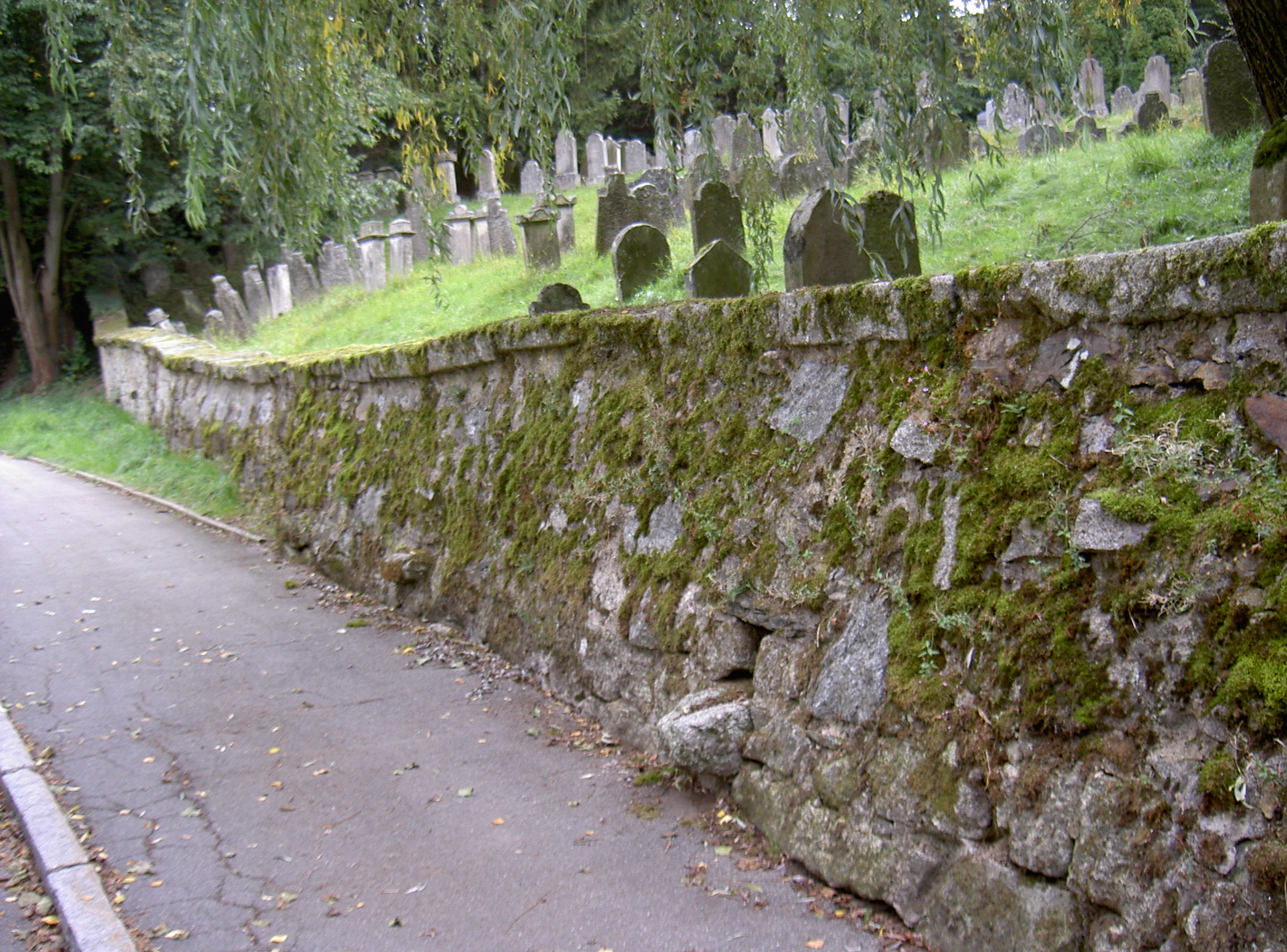
Jüdischer Friedhof

1505 wurde Floß dem neu gegründeten wittelsbachischem Fürstentum Junge Pfalz zugeschlagen.
Dieses wurde damals von Pfalzgraf und Kurfürst Philipp (Pfalz) regiert.
Während des Dreißigjährigen Krieges befand sich das Amt Floß zwischen zwei feindlichen Brüdern:
- August von Pfalz-Sulzbach, Lutheraner, kämpfte auf Seiten der Protestantischen Union, verbündete sich mit Gustav II. Adolf von Schweden und zog mit diesem durch Deutschland.
- Wolfgang Wilhelm von Pfalz-Neuburg, katholisch, kämpfte auf Seiten der Katholischen Liga, erhielt nach der Absetzung des Kurfürsten von der Pfalz Friedrich V. (Winterkönig) durch den Kaiser Ferdinand II. 1623 die oberpfälzischen Ämter Parkstein, Peilstein und Weiden.

Dadurch wurde das Amt Floß von beiden Seiten als feindliches Territorium betrachtet und hatte unter den Truppen beider Seiten zu leiden.
Floß und seine umliegenden Ortschaften waren besonders in den Jahren 1620 und 1621 durch den Durchzug von Mansfeldischen Soldaten betroffen.
Bei diesen Durchzügen wurden den Bauern Vieh, Getreide, Kleidung, Wäsche, Geschirr, Werkzeuge usw. weggenommen und häufig der Hof und die Nebengebäude zerstört und verbrannt.
Eine Schadensaufstellung aus dem Jahr 1621 ergibt für die Ortschaft Floß einen Schaden von 1944 Gulden und 19 Kreuzer.
Für das gesamte Amt Floß betrug der Schaden 21403 Gulden und 38 Kreuzer.
1614 wurde ein Teil der Jungen Pfalz zum neu gegründeten Herzogtum Pfalz-Sulzbach.
Zu Pfalz-Sulzbach gehörten die Ämter Sulzbach, Floß und ein Teil des Amtes Parkstein-Weiden.
1656 wurde Pfalz-Sulzbach durch den Neuburger Hauptvergleich selbständiges, landesfürstliches, reichsunmittelbares Territorium.
Das bedeutet, erst seit 1656 hatte der über Pfalz-Sulzbach Regierende die wirkliche Oberhoheit über sein Gebiet.
Dieser Regierende war seit 1632 Pfalzgraf Christian August, der sich durch religiöse Toleranz auszeichnete.
Er wurde durch den Neuburger Hauptvergleich ab 1656 Herzog von Pfalz-Sulzbach.
1684 erlaubte Herzog Christian August die Ansiedlung von vier jüdischen Familien in Floß.
Diese gründeten die jüdische Gemeinde Floß.
Ab 1687 siedelten die Juden auf dem Nordhang der Floß.
Ihre Siedlung wurde Judenberg genannt und bildete ein Ghetto und eine politisch selbständige Gemeinde.
Erst 1870 wurde diese Gemeinde Judenberg in die Gemeinde Floß aufgenommen.
1777 kam Floß als Teil des wittelsbachischen Herzogtum Neuburg-Sulzbach zu Bayern und besaß später ein Marktgericht mit magistratischen Eigenrechten.

### 20. Jahrhundert
Zum Ende des Zweiten Weltkrieges im April 1945 begann die Todesmärsche von KZ-Häftlingen aus dem KZ Flossenbürg in das KZ Dachau. Am 17. April 1945 wurden etwa 2.000 jüdische Häftlinge mit dem Zug aus dem KZ Flossenbürg abtransportiert. Der Zug wurde am Bahnhof Floß durch amerikanische Tiefflieger angegriffen. Die SS sprang aus dem Zug und ging in Deckung, die Häftlinge mussten im Zug bleiben. Einige Häftlinge wurden durch den Angriff im Zug getötet, einige konnten fliehen. Die Lokomotive war zerschossen. Am nächsten Tag ging es mit einer neuen Lok weiter Richtung Weiden.

### Eingemeindungen
Im Zuge der Gebietsreform in Bayern wurden am 1. Januar 1972 die Gemeinden Bergnetsreuth, Gailertsreuth (mit dem am 1. April 1949 eingemeindeten Diepoltsreuth), Gösen, Grafenreuth, Schlattein und Schönbrunn eingegliedert.

### Einwohnerentwicklung
Zwischen 1988 und 2018 sank die Einwohnerzahl von 3639 auf 3465 um 174 bzw. um 4,8 %.

## Politik

### Gemeinderat
Die Wahl 2020 ergab dieses Ergebnis:
- CSU: 6 Sitze
- SPD: 5 Sitze
- FDP/UB: 4 Sitze
- AfD: 1 Sitz

### Bürgermeister
Amtierender Bürgermeister ist seit 2020 Robert Lindner (SPD). Vorgänger war Günter Stich (SPD). Dessen Vorgänger war Fred Lehner (SPD).

### Wappen

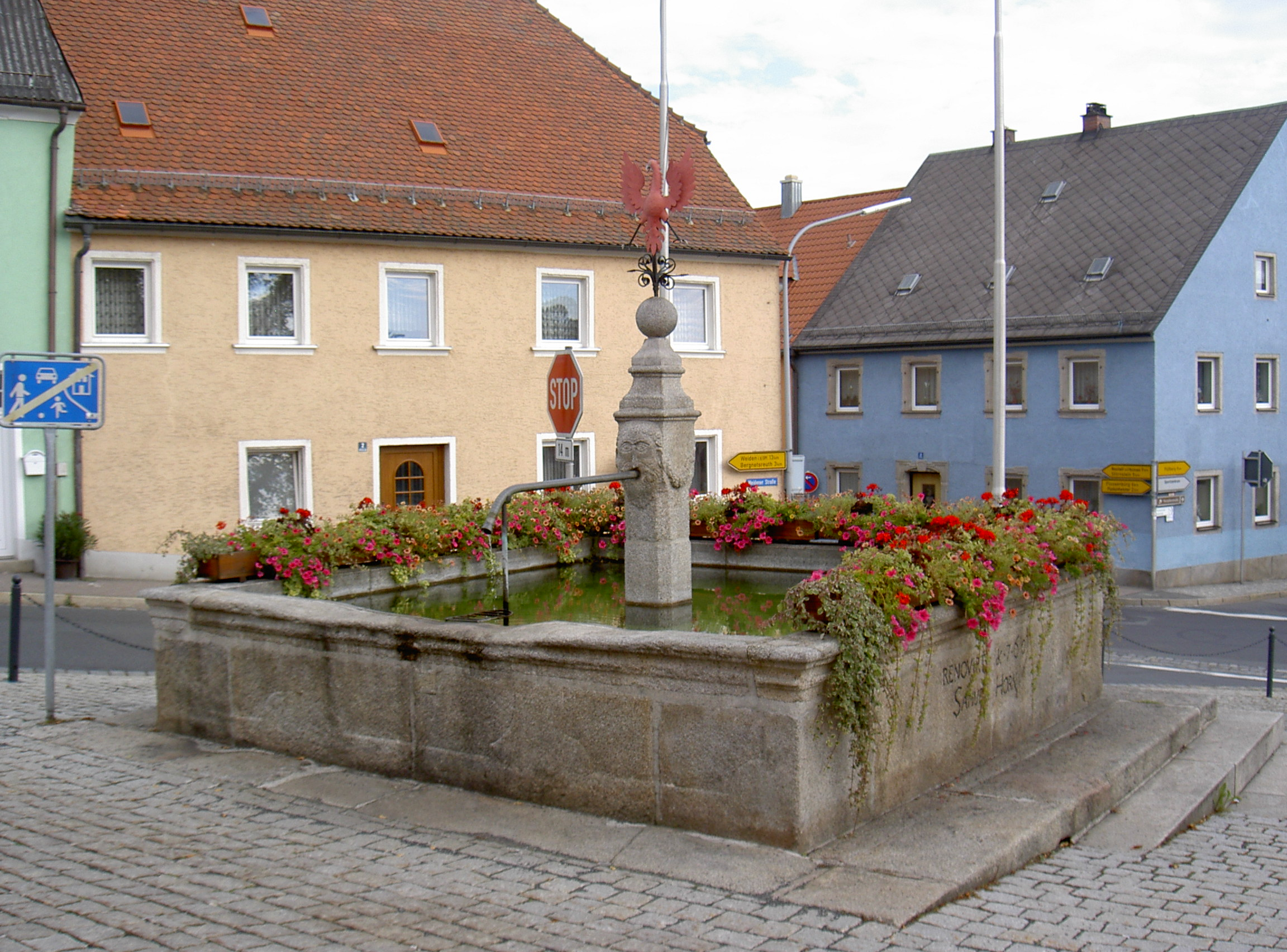
Marktbrunnen von Floß aus dem 16./17. Jhd. mit dem roten Adler und einer derben Maske; Inschrift auf der Nordseite FONS ERECTUS, auf der Ostseite Renoviert 1760 Samuel Horn

| Wappen von Floß (Oberpfalz) | Blasonierung: „In Gold aus blauen Wellen wachsend ein rot gekrönter schwarzer Adler.“ |
| Wappen von Floß (Oberpfalz) | Wappenbegründung: Die Wellen in der unteren Schildhälfte reden für den Ortsnamen Floß und den gleichnamigen Fluss. Der Adler und die Tingierung stehen für die historische Zugehörigkeit zum staufischen Reichsgut. Floß erhielt 1421 von den beiden neuen Landesherren, Markgraf Friedrich von Brandenburg und Pfalzgraf Johann, ein neues Marktprivileg. Seit 1438/49 blieb die Herrschaft Floß dann in wittelsbachischer Hand. Das Wappen basiert auf dem ältesten Siegel aus dem 14. Jahrhundert, weiteren Siegeln von 1557 und Anfang des 17. Jahrhunderts. Im 18. Jahrhundert fehlen die Wellen, der Adler wird ungekrönt dargestellt. Diese willkürliche Umgestaltung hielt sich bis in die neuere Zeit. Das ursprüngliche Schildbild wurde erst in der zweiten Hälfte des 20. Jahrhunderts wieder aufgenommen. Wappenführung seit dem 14. Jahrhundert. |

## Kultur und Sehenswürdigkeiten

### Bauwerke
- Synagoge von Floß in der Straße Am Berg, erbaut 1817, beim Novemberpogrom 1938 verwüstet, nach zwei Restaurierungen seit 1980 gelegentliche Gebetsstätte für die Jüdische Gemeinde Weiden
- Jüdischer Friedhof, in Benutzung seit mindestens 1692 (ältester entzifferbarer Grabstein). Dort sind auch 33 KZ-Opfer begraben
- Wallfahrtskirche St. Nikolaus auf dem Nikolausberg
- Evangelische Pfarrkirche St. Johannes Baptist, teilweise aus dem 16. Jahrhundert
- Katholische Pfarrkirche St. Johannes der Täufer, erbaut in den Jahren 1910 bis 1912
- Ortsfriedhof mit den Gräbern von 121 Opfern des KZ Flossenbürg[31]
- Neues Schloss Floß, ab dem 17. Jahrhundert Sitz der Pfleger von Pfalz-Sulzbach
- Altes Pflegschloss Floß, vermutlich der Sitz des Herren von Floß. Später wurde es als Pflegschloss, Forstamtsgebäude, Schule und Rathaus genutzt.

### Bodendenkmäler
- Turmhügel Kühbach

### Naturdenkmäler

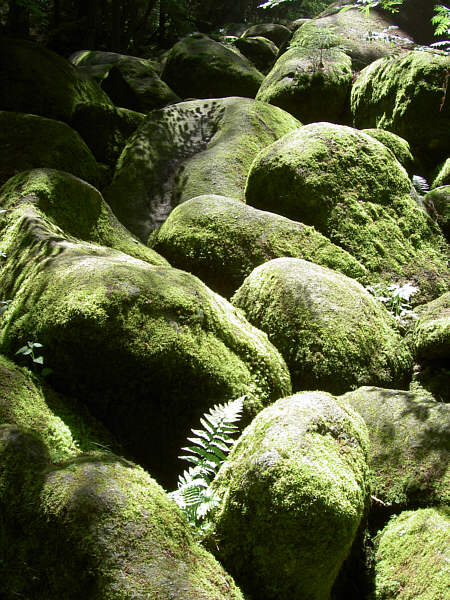
Naturschutzgebiet Doost bei Diepoltsreuth

- Naturschutzgebiet Doost, eiszeitliche Felsenformation nahe dem Ortsteil Diepoltsreuth
- Kreislehrgarten Floß am Schnittpunkt des südlichen Ortsrands mit dem Bocklradweg, bei freiem Eintritt das ganze Jahr tagsüber geöffnet

### Regelmäßige Veranstaltungen
Ein weit über die Flosser Grenzen hinaus bekanntes und beliebtes Ereignis ist die Flosser Kirwa (Kirchweih), welche alljährlich am vierten Sonntag im August stattfindet (eigentlich am 24. August, dem Bartholomäustag). Die Veranstaltung selbst wird im jährlichen Wechsel zwischen zwei Burschenvereinen abgehalten.

### Sport
- 1. SKC Floß e. V. (Kegeln)
- Schützengesellschaft 1834 Floß
- SV Floß 1946 e. V.
- Turnverein Floß

## Verkehr
Nächster Personenzughalt ist Neustadt (Waldnaab). Der Bahnhof Floß lag an der Bahnstrecke Neustadt (Waldnaab)–Eslarn. Von hier zweigte in Floß die Bahnstrecke Floß–Flossenbürg ab. Beide Strecken sind stillgelegt.

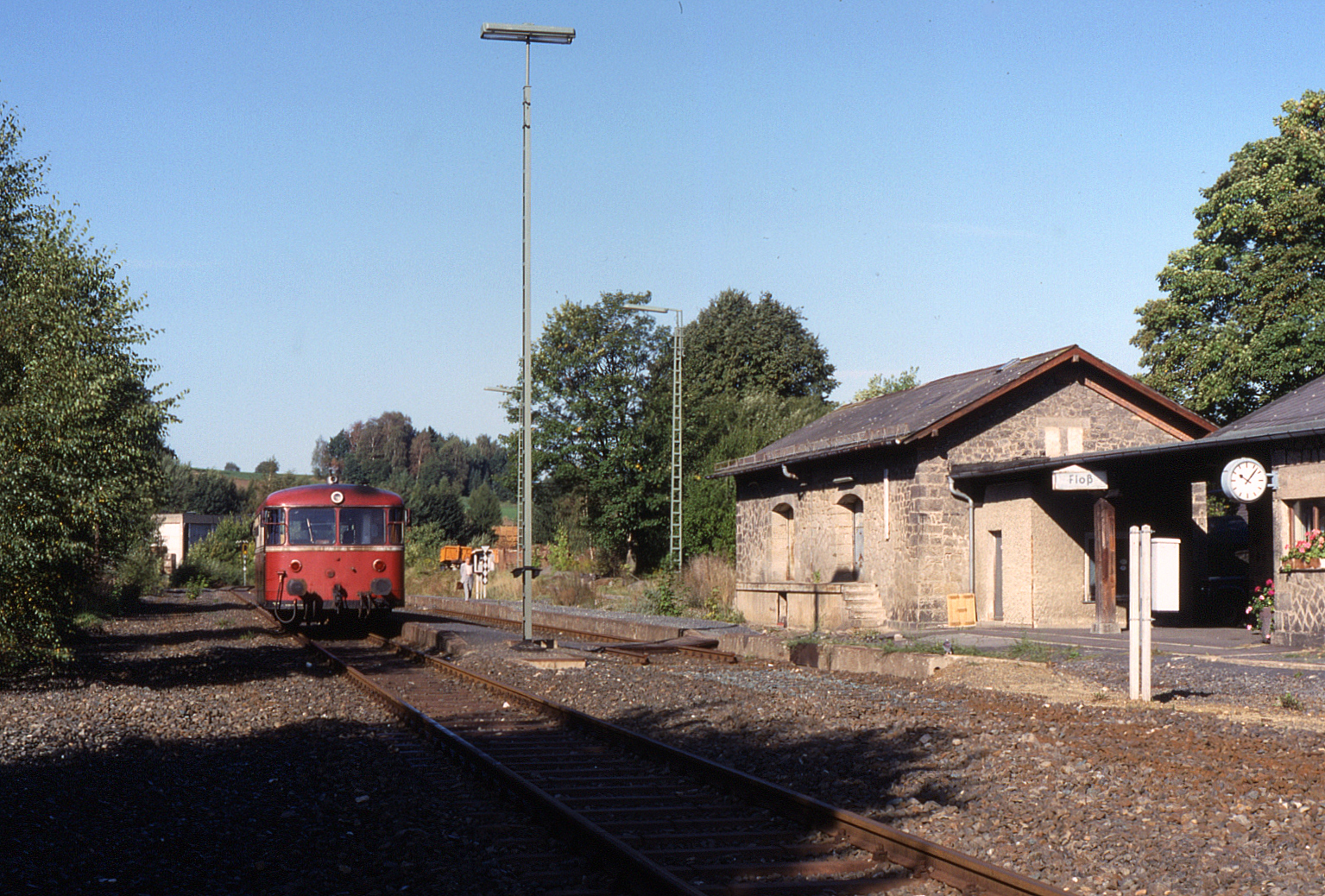
„Schienenbus“ im Bahnhof Floß (1991)

Die in Ost-West-Richtung verlaufende Staatsstraße 2395 kreuzt in Floss die in Nord-Süd-Richtung verlaufende Staatsstraße 2121. Die Kreisstraße NEW 20 führt nach Theisseil.

## Persönlichkeiten

### Söhne und Töchter des Marktes
- Franz Friedrich Jakob von Podewils (1779–1842), Oberst, Kommandant der Festung Germersheim
- Jakob Franz Lang (1799–1869), Pfarrer und bayerischer Landtagsabgeordneter
- Lazar Horowitz (1803–1868), Rabbiner in Wien
- Joseph Schwarz (1804–1865), Geograph und Rabbiner in Jerusalem
- Joseph Lindner (1825–1879), Pfarrer, Reichstags- und Landtagsabgeordneter
- Carl Fleischmann (1853–1935), Maler und Kunstlehrer in Nürnberg
- Franz Wittmann (1895–1975), Politiker (BVP, später CSU)
- Gottfried Gerstl (1909–1993), Maler und Grafiker
- David Ludwig Bloch (1910–2002), Maler und Lithograf (Ehrenbürger posthum)
- Richard Baer (1911–1963), Nationalsozialist und Lagerkommandant des Konzentrationslagers Auschwitz-Birkenau sowie Mittelbau
- Werner Schieder (* 1948), ehem. Landtags- und Bundestagsabgeordneter
- Karl Aichinger (1951–2014), Maler und Bildhauer
- Petra Horneber (* 1965), Sportschützin

### Ehrenbürger in Floß und seinen Gemeindeteilen
Diese Liste ist unvollständig.
- Israel Wittelshöfer (* 4. Februar 1813 in Floß;[33] gestorben 1896[34]), Verleihung am 6. Februar 1893 für seine 50-jährige Tätigkeit als Rabbiner in Floß, Gründer einer Stiftung, aus der jährlich zwölf Arme bedacht wurden.[35]
- Leonhard Bär (* 28. Januar 1865 in Nonnhof bei Sulzbach; † 21. November 1945 in München), Verleihung am 22. Februar 1927, Lehrer, Marktschreiber und Heimatforscher, Herausgeber des Buches Der Markt Floß in Vergangenheit und Gegenwart.[35]
- Christof Müller (* 7. Januar 1870 in Alfeld bei Hersbruck; † 16. März 1931 in Floß), Verleihung am 22. Februar 1927, Lehrer.[35]
- Johann Raß (* 21. August 1869 in München; † 21. Oktober 1958 in Floß), Verleihung am 22. Februar 1927, katholischer Geistlicher, initiierte in Floß den Bau eines Kindergartens, die Hauskrankenpflege, eine Nähschule, den Bau der katholischen Kirchen in Floß und in Flossenbürg, den Bau eines Friedhofes, eines Leichenhauses, eines Pfarrhauses, eines Vereinsheimes und einer Wohnbaracke für Bedürftige. Er war Mitglied des Wohlfahrtsausschusses von Floß und Helfer der armen, kranken und minderbemittelten Bürger der Marktgemeinde.[35]
- Theodor Pfeiffer (* 5. August 1866 in Thumsenreuth; † 20. August 1948 in Weiden in der Oberpfalz), Verleihung am 6. Oktober 1934, evangelischer Pfarrer, initiierte die Umwandlung des alten Friedhofes bei der Kirche in eine Grünanlage und die Renovierung der evangelischen Kirche, schrieb eine Abhandlung über die kirchengeschichtliche Entwicklung der evangelischen Pfarrgemeinde Floß, führte 1918 die Schulspeisung ein, war beim Roten Kreuz und Armen- und Waisenrat sowie Vorstand des Sparkassen- und Darlehensvereins Floß.[35]
- Christian Eckstein (* 15. Juli 1873 in Selb-Plößberg; † 26. Juli 1957 in Weiden in der Oberpfalz), 1949 Ehrenbürger von Schönbrunn, 31. Dezember 1952 Ehrenbürger von Floß, 1953 Ehrenbürger von Gösen, Direktor der Porzellanfabrik Plankenhammer, förderte die Industrialisierung in Floß und Umgebung, gründete eine Stiftung für die Armen.[35]
- Franz Xaver Lindner (* 20. März 1866 in Floß; † 14. November 1956 in Floß), Verleihung am 19. März 1951, katholischer Geistlicher.[35]
- Johann Meierhöfer (* 21. Januar 1883 in Schlattein; † 29. September 1955), Ehrenbürger von Schlattein am 21. Januar 1953, Bauer, Bürgermeister von Gösen und von Schlattein, Flurbereinigung und Wasserleitungsbau in Schlattein.[35]
- Primus Schellein (* 7. April 1884 in Cham; † 15. Oktober 1954 in Floß), Ehrenbürger von Schönbrunn am 15. Mai 1954, Lehrer, Naturaliensammler, Hobbygeologe, schrieb eine Chronik von Schönbrunn.[35]
- Hans Ruckdäschel (* 22. August 1906 in Heppenheim), Verleihung am 9. Februar 1972, Steinmetzmeister, Bürgermeister in Floß.[35]
- Leonhard Jakob († April 1982), Verleihung am 26. Januar 1979, Flosser Granitwerksbesitzer.
- Alexander Meyer (* 1914; † 18. Februar 2012), Verleihung am 26. Januar 1979, Chef der in Floß ansässigen Firma Kabelmetall und Mitinhaber der Kabelmetallwerke Nürnberg.[36]

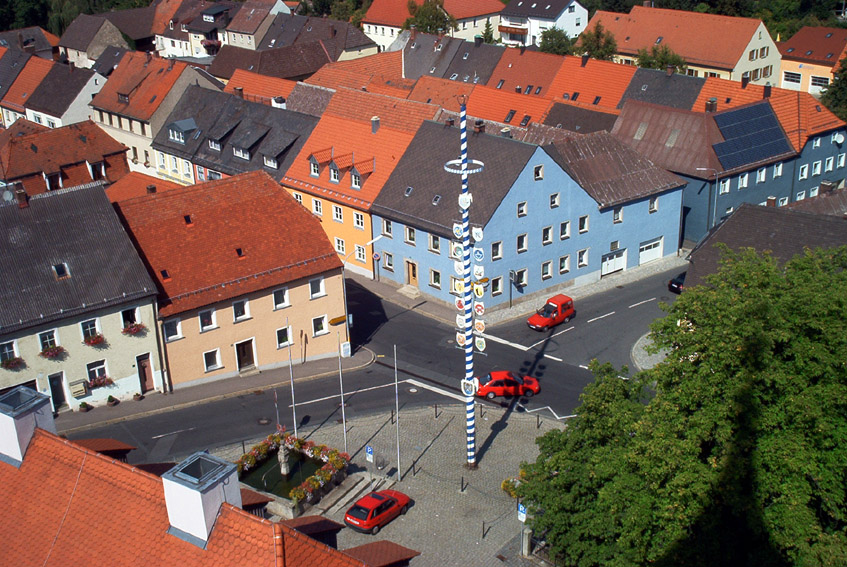
Sicht über die Dächer
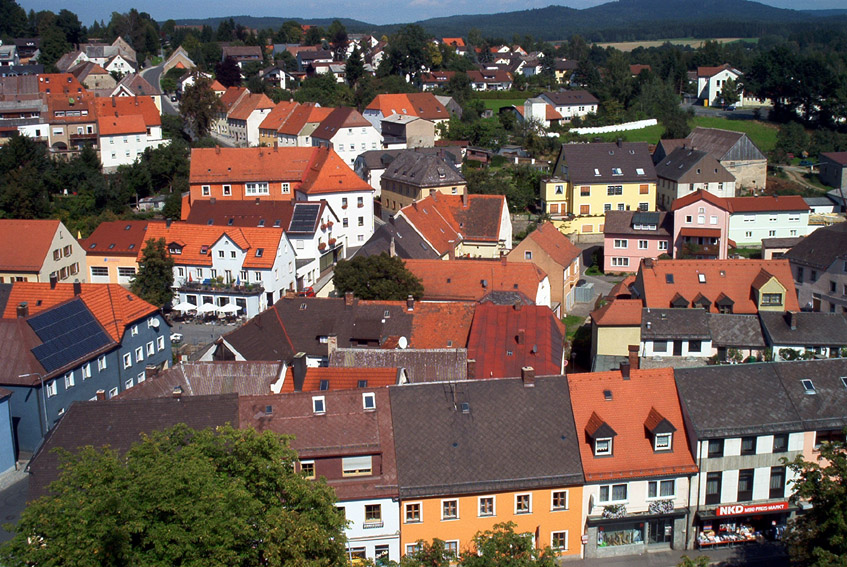
Sicht über die Dächer
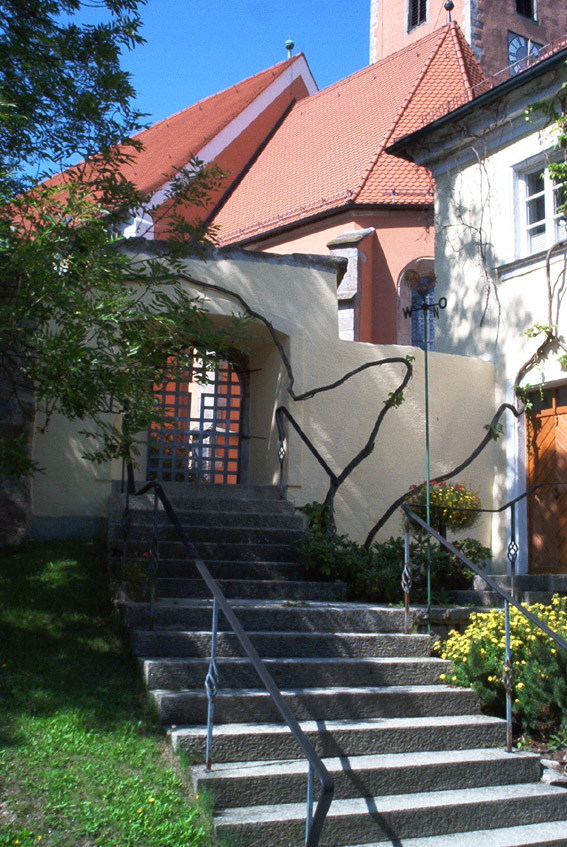
Seiteneingang zur evangelischen Kirche
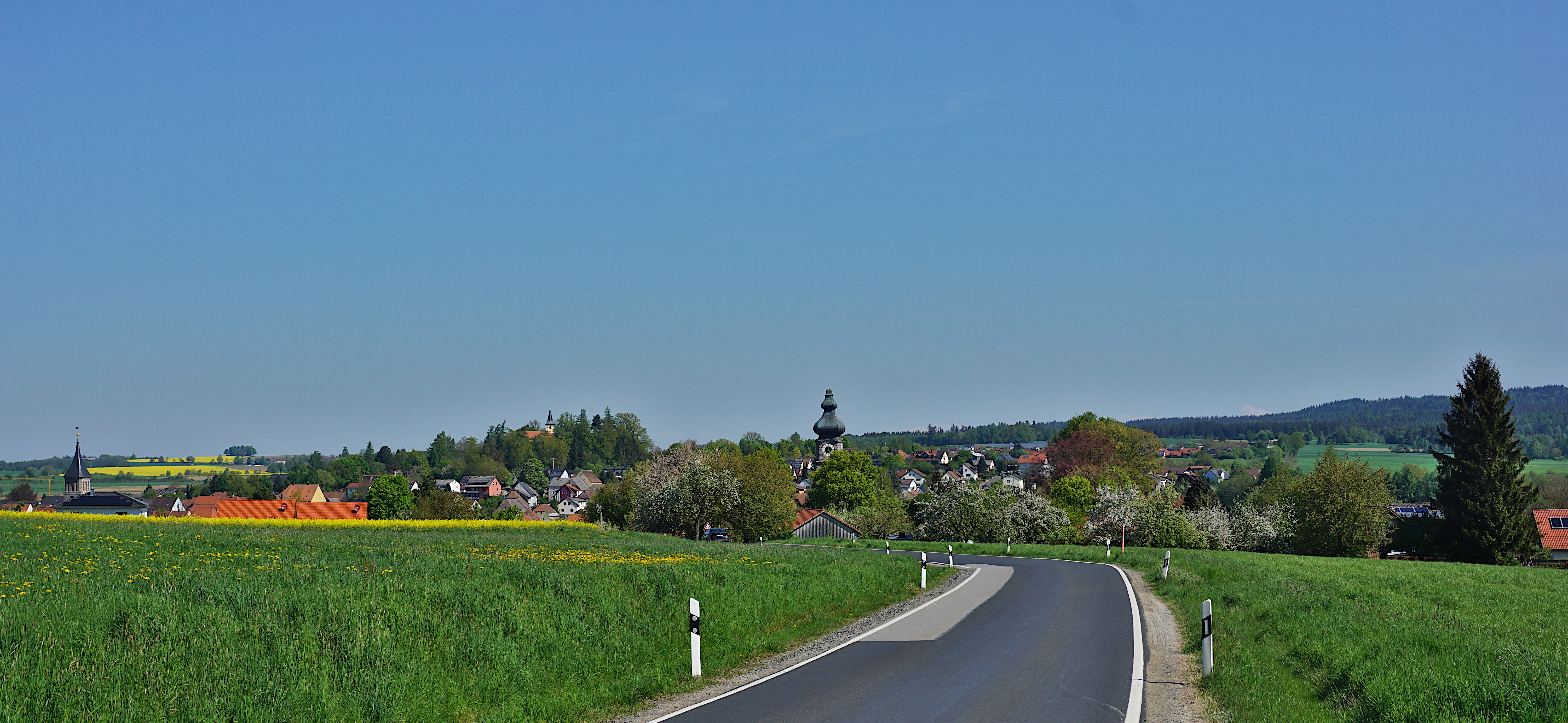
Floß vom Süden aus